# Рахманін Олег Борисович
Оле́г Бори́сович Рахма́нін (7 жовтня 1924, місто Дмитров, тепер Московської області, Російська Федерація — 4 серпня 2010, місто Москва, Російська Федерація) — радянський дипломат і партійний діяч, 1-й заступник завідувача відділу ЦК КПРС по зв'язках з комуністичними і робітничими партіями соціалістичних країн. Член Центральної Ревізійної Комісії КПРС у 1971—1976 роках. Кандидат у члени ЦК КПРС у 1976—1981 роках. Член ЦК КПРС у 1981—1989 роках. Депутат Верховної Ради Російської РФСР 9-го скликання. Депутат Верховної Ради СРСР 10—11-го скликань. Доктор історичних наук (1975), професор (1977), китаєзнавець. Член Західно-Сибірського відділення Російської академії природничих наук (РАПН). Дійсний член Міжнародної академії інформатизації, Академії проблем дипломатичних наук і міжнародних відносин. Член Спілки журналістів Росії.

## Життєпис
Народився в родині службовців.
У 1939 році, закінчивши неповну середню школу в Москві, Олег Рахманін став курсантом 1-ї Московської спеціальної артилерійської школи. У 1942 році закінчив 1-е Томське артилерійське училище.
Учасник німецько-радянської війни з 1943 року. Служив начальником розвідки артилерійського дивізіону 8-ї гвардійської повітрянодесантної дивізії. У вересні 1943 року в одному з боїв був важко поранений. З госпіталю виписався в лютому 1944 року. Медична комісія визнала його обмежено придатним і відмовила в проханні знову відправити на фронт. У 1945 році демобілізований з армії.
Член ВКП(б) з 1945 року.
Наприкінці 1945 році направлений в Народний комісаріат закордонних справ СРСР. Після навчання і проходження дипломатичної практики в 1946—1949 роках працював завідувачем консульського відділу в генеральних консульствах СРСР у китайських містах Чанчуні і Харбіні.
У 1949—1951 роках — у центральному апараті Міністерства закордонних справ СРСР.
У 1951—1953 роках навчався в спеціальній школі китаєзнавства в місті Пекіні. Закінчив екстерном факультет історії міжнародних відносин Народного університету в Пекіні.
До 1958 рокуbsp;— 2-й секретар Посольства СРСР в Китайській Народній Республіці, 1-й секретар Посольства СРСР в Китайській Народній Республіці. Завдяки доброму знанню китайської мови неодноразово був учасником радянсько-китайських переговорів на вищому рівні.
У 1958—1960 роках — слухач Вищої дипломатичної школи МЗС СРСР.
У 1960—1963 роках — радник Посольства СРСР у Китайській Народній Республіці.
У 1963—1965 роках — референт, завідувач сектора відділу ЦК КПРС по зв'язках з комуністичними і робітничими партіями соціалістичних країн.
У 1965 — травні 1968 року — заступник завідувача, у травні 1968 — 1987 року — 1-й заступник завідувача відділу ЦК КПРС по зв'язках з комуністичними і робітничими партіями соціалістичних країн.
З 1987 року — персональний пенсіонер союзного значення в місті Москві.
З березня 1987 року — науковий співробітник, член Вченої ради Інституту військової історії Міністерства оборони СРСР. Був 1-м заступником голови правління Товариства радянсько-китайської дружби.
Помер 4 серпня 2010 року в Москві. Похований на Ваганьковському цвинтарі.

## Наукова діяльність
Як історик-міжнародник підготував і видав понад 100 наукових праць. За підручник «Зовнішня політика Радянського Союзу» у 1980 році отримав Державну премію СРСР.
Основні праці (використовував також псевдоніми Борисов і Владимиров):
- Борисов О.Б. Боротьба КПРС за єдність і згуртованість революційних сил сучасності. Москва, 1967
- Владимиров О.Є. Сторінки політичної біографії Мао Цзе-дуна. Москва, 1969
- Владимиров О.Є. Незабутні сторінки історії і маоїстські фальсифікатори. Москва, 1971
- Борисов О.Б. Китайська проблема: 70-і роки: в 2-х вип. Москва, 1978
- Владимиров О.Є. Сторінки політичної біографії Мао Цзедуна. Москва, 1980
- Борисов О.Б. Внутрішня і зовнішня політика Китаю в 70-і роки. Москва, 1982
- Борисов О.Б. З історії радянсько-китайських відносин в 50-х роках: до дискусії в КНР про Мао Цзедуна. Москва, 1982.
- Рахманін О.Б. З китайських блокнотів. Про культуру, традиції, звичаї Китаю. Москва, 1982
- Владимиров О.Є. Радянсько-китайські відносини в сорокових-вісімдесятих роках. Москва, 1984
- Рахманін О.Б. До історії відносин Росії—СРСР з Китаєм в ХХ столітті. Москва, 2002.
- Рахманін О.Б. Сторінки пережитого. Москва, 2009.

## Родина
Батько — Рахманін Борис Іванович (1899—1969). Мати — Рахманіна Анастасія Андріївна (1900—1978), працювала вихователем в дитячому будинку. Дружина — Рахманіна (Маркелова) Євгенія Іванівна (1924 р.н.), багато років працювала в МЗС СРСР. Дочка — Рахманіна Марина Олегівна (1952 р.н.), кандидат історичних наук, працює в системі МЗС РФ. Син — Рахманін Володимир Олегович (1958 р.н.), посол Російської Федерації в Ірландії.

## Нагороди і звання
- орден Леніна (5.10.1984)
- орден Жовтневої Революції
- орден Вітчизняної війни I ст.
- два ордени Трудового Червоного Прапора
- орден Дружби народів
- орден Сухе-Батора (Монгольська Народна Республіка)
- дві медалі «За відвагу»
- медаль «За оборону Москви»
- срібна медаль імені Капіци
- медалі
- Державна премія СРСР (1980)
- Надзвичайний і Повноважний Посол СРСР (1985)